# Nuklearni reaktor
Nuklearni reaktor je naprava u kojoj se odvija postojana kontrolirana nuklearna lančana reakcija (za razliku od nuklearne bombe u kojoj je reakcija eksplozivna i nekontrolirana).
Najvažnija primjena nuklearnih reaktora je danas u proizvodnji električne energije (nuklearna energija). Istraživački reaktori služe za dobivanje radioaktivnih izotopa i pokuse s neutronskim zračenjem. Povijesno su prvi reaktori izgrađeni za proizvodnju plutonija korištenog u nuklearnom oružju, a također su i prvi reaktori za pogon podmornica i brodova razvijeni za vojne svrhe (ipak mnogo manji nego oni u nuklearnim elektranama).

## Dijelovi
Nuklearni reaktor sastoji se od reaktorske posude u kojoj se nalazi reaktorska jezgra. Glavni dijelovi jezgre nuklearnog reaktora su gorivo, moderator, rashladno sredstvo te apsorpcijski materijali. Glavna razlika pojedinih tipova reaktora ovisi o izboru materijala tih dijelova.

## Klasifikacija reaktora
Klasifikacija reaktora može se napraviti prema:
- energiji neutrona koji izazivaju fisije;
- materijalu moderatora;
- materijalu rashladnog sredstva;
- prema razvojnim kategorijama;
- upotrebi;
- fazi goriva.[1]

## Način rada
Kao što konvencionalne elektrane proizvode električnu energiju, koristeći toplinsku energiju oslobođenu izgaranjem fosilnih goriva, tako nuklearni reaktori pretvaraju toplinsku energiju oslobođenu iz nuklearne fisije.

### Nuklearna fisija
Kada velika fisijska atomska jezgra kao što je uranij-235 ili plutonij-239 apsorbira neutron, može doći do nuklearne fisije. Teška jezgra cijepa se na dvije ili više lakših jezgri, oslobađajući pritom kinetičku energiju, gama zračenje i slobodne neutrone poznate pod zajedničkim nazivom kao fisijski produkti.
Drugi fisijski atomi mogu kasnije apsorbirati dio ovih neutrona i pokrenuti daljnje fisijske događaje, koji oslobađaju još više neutrona i tako dalje. To je poznato kao nuklearna lančana reakcija.
Ta nuklearna lančana reakcija može se kontrolirati korištenjem neutronskih apsorbera i moderatora neutrona. Oni mijenjaju količinu neutrona koji će izazivati dodatne fisije. Nuklearni reaktori obično imaju automatske i ručne sustave za isključivanje fisijske reakcije, ako se otkrije da su uvjeti nesigurni.
Usporivači neutrona ili moderatori koji se najčešće koriste uključuju običnu (laganu) vodu (75% svjetskih reaktora), čvrsti grafit (20% reaktora) i tešku vodu (5% reaktora). Berilij je, isto tako, bio korišten kod nekih eksperimentalnih tipova, a kao druga mogućnost predloženi su i  ugljikovodici.

### Proizvodnja topline
Jezgra reaktora proizvodi toplinu na mnogo načina:
- Kinetička energija fisijskih produkata pretvara se u toplinsku energiju kada se jezgre sudaraju sa susjednim atomima.
- Reaktor apsorbira neke od gama zraka, koje su nastale tijekom fisije, te pretvara njihovu energiju u toplinu.
- Radioaktivnim raspadom fisijskih produkata i materijala, koji su aktivirani neutronskim apsorberima,proizvodi se toplina. Taj izvor topline od raspada, prisutan je još neko vrijeme nakon što je reaktor isključen.

Kilogram uranija-235 (U-235), koji je promijenjen putem nuklearnih procesa, oslobađa otprilike tri milijuna puta više energije nego kilogram ugljena koji je izgorio na konvencionalan način (7,2 × 1013 džula po kilogramu uranija-235, u odnosu na 2,4 × 107 džula po kilogramu ugljena).

### Hlađenje
Obzirom na rashladno sredstvo reaktori se dijele na:
1. vodom hlađene reaktore (lakovodni reaktor); 
  - tlačne reaktore ili reaktori s vodom pod tlakom (eng. Pressurized Water Reactor - PWR);
  - kipući reaktori ili reaktori s ključajućom vodom (engl. Boiling water reactor - BWR);
  - tlačni teškovodni reaktori ili reaktori hlađeni i moderirani teškom vodom (engl. Heavy Water Reactor - HWR);
2. reaktore hlađene tekućim metalom;
  - natrijem hlađeni reaktori;
  - olovom hlađeni reaktori;
  - olovo-bizmut hlađeni reaktori;
3. plinom hlađene reaktore (Magnox reaktor);
4. reaktore s rastaljenim solima.[1]

Rashladno sredstvo nuklearnog reaktora je obično voda, koja cirkulira pored jezgre reaktora, kako bi apsorbirala toplinu proizvedenu u reaktoru. Toplina se odvodi iz reaktora i potom se koristi kako bi se proizvela para. Većina reaktora koristi rashladni sustav koji je fizički odvojen od vode. Kod takvih reaktora voda se zagrijava do vrenja, da bi se proizvela para pod pritiskom, za korištenje u  parnoj turbini. To su npr. tlačni reaktori ili PWR. Kod primjerice reaktora s ključajućom vodom ili BWR, jezgra reaktora izravno zagrijava vodu za parne turbine.

### Kontrola reaktivnosti
Izlazna snaga reaktora prilagođava se kontroliranjem količine neutrona koji mogu stvoriti nove fisije. 
Kontrolne šipke koje su napravljene od neutronskog apsorbera koriste se za apsorpciju neutrona. Što se više neutrona apsorbira u kontrolnu šipku to znači da je ostalo manje slobodnih neutrona, koji bi mogli izazvati fisiju. Ako gurnemo kontrolnu šipku dublje u reaktor, to će smanjiti njegovu izlaznu snagu, a ako izvučemo kontrolnu šipku, to će povećati izlaznu snagu reaktora.
Na prvoj razini kontrole u svim nuklearnim reaktorima, važan fizikalni proces je emisija zakašnjelih neutrona od strane određenog broja fisijskih izotopa, koji su bogati neutronima. Zakašnjeli neutroni čine oko 0,65% ukupnog broja neutrona nastalih u fisiji, a ostatak je oslobođen odmah nakon fisije. Fisijski produkti, koji proizvode zakašnjele neutrone, imaju nakon raspada, zbog emisije neutrona, poluživot koji traje od nekoliko milisekundi do čak nekoliko minuta. Kad se reaktor održava u zoni lančane reaktivnosti, gdje su zakašnjeli neutroni neophodni kako bi se postigla kritična masa, to daje vremena mehaničkim uređajima ili ljudima da kontroliraju lančanu reakciju. U drugom slučaju bi vrijeme za intervenciju, između postizanja kritičnosti i taljenja jezgre nuklearnog reaktora, što nastaje kao rezultat eksponencijalnog izboja snage iz normalne nuklearne lančane reakcije, bilo prekratko. 
Kod nekih reaktora, rashladno sredsto djeluje kao moderator neutrona. Moderator povećava snagu reaktora tako što izaziva da brzi neutroni, oslobođeni u fisiji, izgube energiju i pretvore se u termalne neutrone. Termalni neutroni prije izazivaju fisiju nego brzi neutroni, zato više moderiranja neutrona znači i više izlazne snage reaktora. Ako je rashladno sredstvo moderator, tada promjene temperature mogu utjecati na gustoću rashladnog sredstva/moderatora i samim time promijeniti izlaznu snagu. Rashladno sredstvo više temperature bilo bi manje gusto i time manje učinkovito kao moderator. 
Kod drugih reaktora rashladno sredstvo djeluje kao apsorber, tako što apsorbira neutrone na isti način na koji to čine kontrolne šipke. Kod takvih reaktora izlazna snaga može se povećati grijanjem rashladnog sredstva, što ga čini manje gustim apsorberom. Nuklearni reaktori obično imaju automatske i ručne sustave za isključenje reaktora u hitnim slučajevima. Takvi sustavi stavljaju velike količine apsorbera (često je to bor u obliku borne kiseline) u reaktor kako bi isključili fisijsku reakciju.To se događa ako su uvjeti nesigurni ili se predviđa da bi mogli biti.
Većina tipova reaktora osjetljiva je na proces poznat pod nazivom "jodna jama" (engl. iodine pit). Ksenon-135 nastaje u procesu fisije i ponaša se kao neutronski apsorber. On apsorbira neutrone i djeluje na isključenje reaktora. Može se kontrolirati unutar reaktora tako da razina neutrona i snage bude dovoljno visoka da se može uništiti kada bude proizveden. Normalni fisijski proces isto tako proizvodi jod-135, koji nakon raspada ima poluživot ispod sedam sati, a raspada se na novi ksenon-135. Ako se reaktor isključi, jod-135 se nastavlja raspadati u reaktoru na ksenon-135. Jod-135 se raspada do točke kada nastali ksenon-135 djeluje tako da je ponovno uključenje reaktora teže, na dan-dva, nego kad je prvi puta reaktor isključen (to privremeno stanje onesposobljenosti zove se jodna jama). Ako reaktor ima dovoljno dodatnog kapaciteta, još uvijek se može ponovo uključiti prije raspada joda-135 i ksenona-135, ali kako je ekstra ksenon-135 "sagoren" pretvaranjem u ksenon-136 (nije neutronski apsorber), za nekoliko sati reaktor može postati nestabilan kao rezultat ovakvog "ksenonskog prijelaznog izgaranja (snage)". Brzo se pregrijava, osim ako kontrolne šipke nisu ponovo stavljene kako bi zamijenile neutronsku apsopciju izgubljenog ksenona-135. Neuspjeh u provođenju ovakve procedure doveo je do katastrofe u Černobilu.

## Povijest nuklearnih reaktora
Razvoj nuklearne energetike započeo je pionirskim radovima mnogih znanstvenika u godinama prije Drugoga svjetskog rata (Irène i Frédéric Joliot-Curijem, Otto Hahn, Lise Meitner, Leo Szilard, Enrico Fermi i dr.). Ti su radovi rezultirali ostvarenjem prve samoodržive nuklearne lančane reakcije 2. prosinca 1942., u reaktoru izgrađenom na terenu Sveučilišta u Chicagu. Grupu istraživača i tehničara na izgradnji reaktora vodio je poznati fizičar Enrico Fermi. Nuklearni reaktor (poznat pod nazivom Chicago pile l, skraćeno CP-1) bio je izgrađen od blokova grafita s umetnutim šipkama od prirodnog uranija. Izgradnja tog reaktora ulazila je u sklop aktivnosti u okviru Manhattan projekta, kojemu je krajnji cilj bila realizacija atomske bombe. Čovjek je tim dostignućem prvi put ostvario dotad nepoznatu pojavu - oslobađanje energije atomskih jezgri i njezinu upotrebu. Nažalost, ta je energija u početku bila korištena u vojne svrhe. Iako je pojava nuklearne fisije i lančane reakcije bio već dobro teorijski proučen, na mogućnost iznenađenja pri puštanju u pogon prvog reaktora moralo se iz opreza računati. Dramatičnost eksperimenta potvrđuje činjenica da je specijalna ekipa iznad reaktora bila spremna da ga brzo ugasi tekućim kadmijem. Međutim, 28 minuta koliko je trajao eksperiment, prošlo je mirno i u skladu s očekivanjima.

### Nuklearni reaktori I. generacije
Nuklearni reaktori I. generacije služili su za istraživanje, a današnji reaktori zapravo predstavljaju tu prvu generaciju, poboljšanu za tržišno korištenje. Imaju sigurnosne sustave koji trebaju spriječiti topljenje jezgre reaktora, ili propuštanje radioaktivnih tvari u prirodu. Nuklearni reaktor tipa Magnox dobio je naziv prema slitini magnezija, koja se koristi kao materijal za oblogu gorivnih štapova s malim dodacima aluminija i ostalih metala. Moderiran je grafitom, hlađen ugljikovim dioksidom, a za gorivo koristi metalni prirodni uranij. Kratica mu je GCR (engl. Gas Cooloed Reactor), odnosno reaktor hlađen pomoću plina (ugljikov dioksid CO2). Magnox reaktor je danas zastarjeli tip nuklearnog reaktora, koji je osmišljen u Velikoj Britaniji i još uvijek je u uporabi.
Znanstvenik Enrico Fermi vodio je tim koji je 1942. u Chicagu (SAD) izgradio prvi fisijski nuklearni reaktor od prirodnog uranija i grafita kao moderatora. Prva nuklearna elektrana tipa „Fermi 1“ nalazi se u Monroe Countyju (Michigan, SAD), a s radom je započela 1963. „Fermi 1“ je brzi nuklearni reaktor koji koristi tekući natrij kao rashladno sredstvo. Maksimalni kapacitet ovog reaktora bio je 430 MW. 
Nuklearna elektrana Shippingport, smještena u blizini današnjeg Beaver Valley  (Pennsylvania, SAD), poznata je po tome što je to bila prva nuklearna elektrana izgrađena u SAD-u, a namijenjena isključivo za tržište. Rad te elektrane započeo je 1957., i bila je u upotrebi do 1982. Kapacitet reaktora bio je 60 MW, reaktor je hlađen vodom pod tlakom.
Prva privatno financirana nuklearna elektrana, tipa Dresden, izgrađena je u Grundy Countyju (Illinois, SAD). Nuklearna elektrana Dresden 1 aktivirana je 1960., a s radom je prestala 1978. Od 1970. u radu je postrojenje Dresden 2, a od 1971. i Dresden 3, koji se protežu na 3,9 km2 ukupne površine, te proizvode električnu energiju za Chicago i sjeverni dio države Illinois. 2004. nuklearna komisija obnovila je radne dozvole za oba reaktora za sljedećih 20 godina. Za hlađenje u reaktorima obje jedinice koriste ključajuću vodu pod tlakom. Dresden 2 proizvodi 869 MW električne energije, dok Dresden 3 daje 871 MW.

### Nuklearni reaktori II. generacije
Nuklearni reaktori II. generacije razvili su se iz svojih prethodnika. Za taj razvoj trebalo je proći čitavih 30 godina, sve do sredine 1990-tih godina 20. stoljeća. Promjene u konstrukciji bile su značajne, ali ipak ne u cijelosti revolucionarne. Dva su podtipa reaktora s običnom vodom LWR (engl. Light Water Reactor) ili lakovodnih reaktora:
- reaktor s vodom pod tlakom PWR (engl. Pressurized Water Reactor) ili tlačni reaktor.
- reaktor s ključajućom vodom BWR (engl. Boiling Water Reactor) ili kipući reaktor.

U bivšem Sovjetskom Savezu građena je serija tlakovodnih reaktora s kraticom VVER (rus. vodo-vodnoj energetičeskij) sa snagama do 1000 MW. Kao gorivo se koristio malo obogaćeni uranijev dioksid (UO2). Danas je u pogonu oko 50 reaktora ovakvog ruskog tipa (nuklearna elektrana Paks).

### Nuklearni reaktori III. generacije
Reaktori III. generacije nastali su evolucijom konstrukcije na osnovu prethodne generacije. Dizajn je standardiziran za svaki od tipova, što rezultira manjim kapitalnim troškovima i kraćim vremenom izgradnje. Dizajn je pojednostavljen, pa je lakše upravljanje i manja je osjetljivost na kvarove. Radni je vijek produžen na 60 godina. Uz povećanu raspoloživost postrojenja, smanjena je vjerojatnost taljenja jezgre i povećana je otpornost na ozbiljna oštećenja, uzrokovana čak i udarom zrakoplova. Uporaba novih sagorivih apsorbera produžava duljinu nuklearnog gorivnog ciklusa, a visoki odgor goriva reducira potrebe za gorivom i količinu otpada. Ipak, najveći odmak od prethodne generacije je ugradnja pasivnih sigurnosnih sustava, čije se djelovanje oslanja na gravitaciju, prirodnu konvekciju i uskladištenu energiju, a ne na dijelovima ovisnim o vanjskim naponskim izvorima. Električna energija je potrebna za signalizaciju i upravljanje magnetskim ventilima, a dobiva se iz akumulatora. Različiti reaktori III. generacije i “III. +” generacije u završnoj su fazi dizajna, a već su u pogonu napredni reaktori s kipućom vodom (engl. Advanced Boiling Water Reactor - ABWR).

### Nuklearni reaktori IV. generacije
Nakon inicijative američke vlade za razvoj novih reaktora IV. generacije, osnovan je međunarodni forum koji je odredio ciljeve tehnološkog razvoja novih reaktora. Nove nuklearne elektrane moraju udovoljiti zahtjevima održivog razvoja, uz zanemariv utjecaj na okoliš. Proliferacija nuklearnog materijala praktično mora biti onemogućena na tehnološkom nivou. Stvaranje nuklearnog otpada mora se smanjiti na najmanju moguću mjeru, uz znatno smanjenje dugotrajnih utjecaja na okoliš. Potrebno je postići izvrsnost u sigurnosti i pouzdanosti, te ostvariti zanemarivu mogućnost oštećenja jezgre. Treba biti uklonjena potreba za planiranjem zaštitnih akcija izvan kruga postrojenja. U odnosu na ostale tehnologije potrebno je ostvariti ekonomsku prednost cjelokupnog nuklearnog gorivnog ciklusa. Financijski rizik potrebno je izjednačiti s ostalim tehnologijama. Prvi reaktori IV. generacije, za koje se smatra da predstavljaju budućnost nuklearne energetike, trebali bi biti izgrađeni do 2030.

## Poveznice
- Nuklearna elektrana
- Nuklearna elektrana Krško
- Nuklearna energija